# Rīgas FK
Rīgas FK was een Letse voetbalclub uit de hoofdstad Riga.

## Geschiedenis
De club werd opgericht op 14 december 1923. Het idee om de club op te richten ontstond in 1922 om zo Letse spelers te verenigen in één club die sterk genoeg was om het overwegend Duitse Kaiserwald te bekampen. Oprichter was Juris Rēdlihs, een van de meest actieve voetbalorganisators van Letland. De beste spelers van JKS Riga maakten in 1923 de overstap naar RFK.
In het eerste seizoen werd RFK vicekampioen achter Kaiserwald met één punt achterstand. De Oostenrijker V.Malošek, die ook het nationale elftal van Letland trainde werd trainer bij RFK in 1924. Omdat er geen buitenlandse spelers mochten meespelen dat seizoen nam Kaiserwald niet deel aan het kampioenschap en RFK werd dat jaar kampioen van Riga en won in de slotfase tegen regionale kampioen Cesu VB met 5-1 en werd zo voor het eerst landskampioen. Ook de volgende twee seizoenen werd RFK landskampioen.
In 1927 werd Olimpija Liepāja kampioen en nam ook de volgende twee jaar de titel voor zijn rekening. Vele spelers schakelden over naar het nieuwe team uit Riga, Riga Vanderer, maar RFK kon de volgende jaren wel nog de vicetitel binnen halen en in 1930 en 1931 werd opnieuw de titel binnen gehaald. Ēriks Pētersons, de beste vooroorlogse voetballer uit Letland, speelde in deze periode bij de club.
In 1932 werd de club derde, de slechtste plaats tot dan toe en moest ASK Riga en Vanderer voor laten gaan. In 1934 en 1935 werd de club, telkens met zes punten voorsprong, opnieuw kampioen. De laatste titel kwam in 1940, enkele maanden voordat Letland bezet werd door de Sovjet-Unie. De club werd ontbonden en de beste spelers sloten zich aan bij Dinamo Riga. In 1941 werd Letland door nazi-Duitsland bezet en samen met andere clubs werd ook RFK heropgericht en tot 1944 speelde de club nog in de competitie mee en verdween daarna.
In 1992 nam FK Auda de naam Riga FK aan, maar omdat de club niet de gewenste resultaten haalde werd die naamsverandering teruggedraaid in 1995.

## Erelijst
Landskampioen
1924, 1925, 1926, 1930, 1931, 1934, 1935, 1940
Beker van Letland
1937, 1939